# Kirvessaari (ö i Södra Savolax, Nyslott, lat 61,71, long 28,51)
Kirvessaari är en ö i Finland. Den ligger i sjön Pihlajavesi och i kommunen Sulkava i den ekonomiska regionen  Nyslotts ekonomiska region  och landskapet Södra Savolax, i den sydöstra delen av landet, 250 km nordost om huvudstaden Helsingfors. Öns area är 0,7 hektar och dess största längd är 150 meter i sydöst-nordvästlig riktning.